# Safari Rally 1999
De Safari Rally 1999, formeel 47th 555 Safari Rally Kenya, was de 47e editie van de Safari Rally en de derde ronde van het wereldkampioenschap rally in 1999. Het was de 309e rally in het wereldkampioenschap rally die georganiseerd wordt door de Fédération Internationale de l'Automobile (FIA). De start en finish was in Nairobi.

## Verslag
De betwistbaar zwaarste rally van de kalender werd het toneel van de debuutoverwinning voor de Ford Focus WRC, evenals Colin McRae's eerste zege in dienst bij Ford. In tegenstelling tot veel van zijn concurrenten bleef hij gespaard van grote problemen en wist op consistentie het evenement relatief comfortabel op zijn naam te schrijven, zonder ook maar een snelste tijd op een van de secties te hebben genoteerd. Tommi Mäkinen leek aanvankelijk zijn koppositie in het kampioenschap opnieuw uit te kunnen breiden met een tweede plaats, waar het niet dat hij na afloop door de organisatie werd gediskwalificeerd omdat hij buiten het aangewezen serviceterrein onrechtmatig assistentie had verkregen toen zijn auto met twee lekke banden vast kwam te zitten. Het team van Toyota profiteerde hiervan, met Didier Auriol en Carlos Sainz nu eindigend als tweede en derde respectievelijk.

## Programma
| Etappe | Datum                               | Competitieve secties | Competitieve afstand |
| ------ | ----------------------------------- | -------------------- | -------------------- |
| 1      | Donderdag 25 en vrijdag 26 februari | 5                    | 349,85 kilometer     |
| 2      | Zaterdag 27 februari                | 4                    | 382,77 kilometer     |
| 3      | Zondag 28 februari                  | 4                    | 277,29 kilometer     |
|        |                                     |                      |                      |
| Totaal | Totaal                              | 13                   | 1009,91 kilometer    |

## Resultaten
| Algemene top tien | Algemene top tien | Algemene top tien  | Algemene top tien            | Algemene top tien | Algemene top tien | Algemene top tien | Algemene top tien |
| Pos.              | #                 | Rijder             | Auto                         | Gr/kl             | Tijd              | Eerste            | Punten            |
| Pos.              | #                 | Navigator          | Inschrijving                 | C                 | Straftijd         | Vorige            | Punten            |
| ----------------- | ----------------- | ------------------ | ---------------------------- | ----------------- | ----------------- | ----------------- | ----------------- |
| 1.                | 7                 | Colin McRae        | Ford Focus WRC               | A8                | 8:41:39,0         | 0:00              | 10                |
| 1.                | 7                 | Nicky Grist        | Ford Motor Co Ltd.           | C                 |                   | =                 | 10                |
| 2.                | 4                 | Didier Auriol      | Toyota Corolla WRC           | A8                | 8:56:05,0         | + 14:26,0         | 6                 |
| 2.                | 4                 | Denis Giraudet     | Toyota Castrol Team          | C                 |                   | + 14:26,0         | 6                 |
| 3.                | 3                 | Carlos Sainz       | Toyota Corolla WRC           | A8                | 8:59:46,0         | + 18:07,0         | 4                 |
| 3.                | 3                 | Luís Moya          | Toyota Castrol Team          | C                 |                   | + 3:41,0          | 4                 |
| 4.                | 12                | Ian Duncan         | Toyota Corolla WRC           | A8                | 9:35:05,0         | + 23:56,0         | 3                 |
| 4.                | 12                | David Williamson   | Toyota Kenya                 | A8                |                   | + 5:49,0          | 3                 |
| 5.                | 8                 | Petter Solberg     | Ford Focus WRC               | A8                | 9:26:28,0         | + 44:49,0         | 2                 |
| 5.                | 8                 | Fred Gallagher     | Ford Motor Co Ltd.           | C                 |                   | + 20:53,0         | 2                 |
| 6.                | 9                 | Harri Rovanperä    | Seat Córdoba WRC             | A8                | 9:40:08,0         | + 58:29,0         | 1                 |
| 6.                | 9                 | Risto Pietiläinen  | Seat Sport                   | C                 |                   | + 13:40,0         | 1                 |
| 7.                | 16                | Frédéric Dor       | Subaru Impreza S3 WRC 97     | A8                | 9:41:38,0         | + 59:59,0         |                   |
| 7.                | 16                | Kevin Gormley      | F. Dor Rally Team            | A8                |                   | + 1:30,0          |                   |
| 8.                | 14                | Hamed Al-Wahaibi   | Mitsubishi Carisma GT Evo V  | N4                | 10:05:09,0        | + 1:23:30,0       |                   |
| 8.                | 14                | Tony Sircombe      | Mitsubishi Ralliart          | N4                |                   | + 23:31,0         |                   |
| 9.                | 15                | Luís Climent       | Mitsubishi Lancer Evo III    | N4                | 10:08:24,0        | + 1:26:45,0       |                   |
| 9.                | 15                | Álex Romaní        | Valencia Terra y Mar         | N4                |                   | + 3:15,0          |                   |
| 10.               | 20                | Hideaki Miyoshi    | Subaru Impreza WRX           | N4                | 10:42:00,0        | + 2:00:21,0       |                   |
| 10.               | 20                | Eido Osawa         | Hideaki Miyoshi              | N4                |                   | + 33:36,0         |                   |
| DNF top tien      |                   |                    |                              |                   |                   |                   |                   |
| Pos.              | #                 | Rijder             | Auto                         | Gr/kl             | CS                | Reden             | Reden             |
| Pos.              | #                 | Navigator          | Inschrijving                 | C                 | CS                | Reden             | Reden             |
| EX                | 1                 | Tommi Mäkinen      | Mitsubishi Lancer Evo VI     | A8                | 13                | Uitgesloten       | Uitgesloten       |
| EX                | 1                 | Risto Mannisenmäki | Marlboro Mitsubishi Ralliart | C                 | 13                | Uitgesloten       | Uitgesloten       |
| DNF               | 2                 | Freddy Loix        | Mitsubishi Carisma GT Evo VI | A8                | 3                 | Ongeluk           | Ongeluk           |
| DNF               | 2                 | Sven Smeets        | Marlboro Mitsubishi Ralliart | C                 | 3                 | Ongeluk           | Ongeluk           |
| DNF               | 5                 | Richard Burns      | Subaru Impreza S5 WRC 99     | A8                | 7                 | Wielophanging     | Wielophanging     |
| DNF               | 5                 | Robert Reid        | Subaru World Rally Team      | C                 | 7                 | Wielophanging     | Wielophanging     |
| DNF               | 6                 | Juha Kankkunen     | Subaru Impreza S5 WRC 99     | A8                | 3                 | Elektrisch        | Elektrisch        |
| DNF               | 6                 | Juha Repo          | Subaru World Rally Team      | C                 | 3                 | Elektrisch        | Elektrisch        |
| DNF               | 10                | Piero Liatti       | Seat Córdoba WRC             | A8                | 11                | Motor             | Motor             |
| DNF               | 10                | Carlo Cassina      | Seat Sport                   | C                 | 11                | Motor             | Motor             |
| DNF               | 11                | Bruno Thiry        | Subaru Impreza S5 WRC 99     | A8                | 2                 | Elektrisch        | Elektrisch        |
| DNF               | 11                | Stéphane Prévot    | Subaru World Rally Team      | A8                | 2                 | Elektrisch        | Elektrisch        |
| DNF               | 19                | Emmanuel Katto     | Subaru Impreza S4 WRC 98     | A8                | 5                 | Motor             | Motor             |
| DNF               | 19                | Peter Stone        | Emmanuel Katto               | A8                | 5                 | Motor             | Motor             |
| DNF               | 25                | Rory Green         | Subaru Impreza WRX           | N4                | 7                 | Onbekend          | Onbekend          |
| DNF               | 25                | Orson Taylor       | Rory Green                   | N4                | 7                 | Onbekend          | Onbekend          |
| DNF               | 29                | Gregory Kibiti     | Hyundai Coupé                | A7                | 6                 | Wielophanging     | Wielophanging     |
| DNF               | 29                | George Mwangi      | Gregory Kibiti               | A7                | 6                 | Wielophanging     | Wielophanging     |
| DNF               | 30                | John Ngunjiri      | Mitsubishi Lancer Evo        | A8                | 12                | Onbekend          | Onbekend          |
| DNF               | 30                | Thuita Karanji     | John Ngunjiri                | A8                | 12                | Onbekend          | Onbekend          |

| 2-liter top drie | 2-liter top drie          | 2-liter top drie |
| Pos.             | Rijder / constructeur     | Pnt.             |
| ---------------- | ------------------------- | ---------------- |
| 1                | Phineas Kimathi / Hyundai | 10               |
| 2                | geen                      | 6                |
| 3                | geen                      | 4                |
| PWRC top drie    |                           |                  |
| Pos.             | Rijder                    | Pnt.             |
| 1                | Hamed Al-Wahaibi          | 10               |
| 2                | Luís Climent              | 6                |
| 3                | Hideaki Miyoshi           | 4                |

## Statistieken

#### Competitieve secties
| Etappe | Datum       | CS | Starttijd | Naam                        | Lengte    | Snelste rijder             | Tijd      | Gem. snelheid | Rallyleider    |
| ------ | ----------- | -- | --------- | --------------------------- | --------- | -------------------------- | --------- | ------------- | -------------- |
| 1      | 25 februari | 1  | 15:00     | Cheetah Anza - Isha 1       | 2,42 km   | Juha Kankkunen             | 1:53,4    | 76,83 km/u    | Juha Kankkunen |
| 1      | 26 februari | 2  | 10:25     | Isinya - Orien 1            | 112,40 km | Richard Burns              | 48:25,7   | 139,26 km/u   | Richard Burns  |
| 1      | 26 februari | 3  | 12:11     | Olooloitikosh - Kajiado 1   | 49,06 km  | Carlos Sainz               | 22:38,7   | 129,99 km/u   | Carlos Sainz   |
| 1      | 26 februari | 4  | 14:07     | Hunters Lookout - Timbuctoo | 72,56 km  | Richard Burns              | 36:11,0   | 120,32 km/u   | Carlos Sainz   |
| 1      | 26 februari | 5  | 16:00     | Lenkili - Il Bisel 1        | 113,41 km | Tommi Mäkinen              | 59:57,3   | 113,50 km/u   | Richard Burns  |
|        |             |    |           |                             |           |                            |           |               | Richard Burns  |
| 2      | 27 februari | 6  | 7:33      | Elmenteita - Olenguruone    | 89,13 km  | Richard Burns              | 42:56,2   | 124,55 km/u   | Richard Burns  |
| 2      | 27 februari | 7  | 10:35     | Nyaru - Eldama Ravine       | 87,59 km  | Didier Auriol              | 56:15,9   | 93,40 km/u    | Colin McRae    |
| 2      | 27 februari | 8  | 13:42     | Morendat - Mbaruk           | 81,40 km  | Tommi Mäkinen              | 41:03,0   | 118,98 km/u   | Colin McRae    |
| 2      | 27 februari | 9  | 15:59     | Marigat - Gari Ya Moshi     | 124,65 km | Carlos Sainz               | 1:01:03,9 | 122,48 km/u   | Colin McRae    |
|        |             |    |           |                             |           |                            |           |               | Colin McRae    |
| 3      | 28 februari | 10 | 7:33      | Lenkili - Il Bisel 2        | 113,41 km | Didier Auriol              | 1:00:22,4 | 112,71 km/u   | Colin McRae    |
| 3      | 28 februari | 11 | 9:26      | Isinya - Orien 2            | 112,40 km | Ian Duncan                 | 50:22,7   | 133,87 km/u   | Colin McRae    |
| 3      | 28 februari | 12 | 11:14     | Olooloitikosh - Kajiado 2   | 49,06 km  | Tommi Mäkinen              | 22:59,7   | 128,01 km/u   | Colin McRae    |
| 3      | 28 februari | 13 | 14:00     | Cheetah Anza - Isha 2       | 2,42 km   | Carlos Sainz Tommi Mäkinen | 1:56,9    | 74,53 km/u    | Colin McRae    |

| CS overwinningen | CS overwinningen |
| Rijder           | Aantal           |
| ---------------- | ---------------- |
| Tommi Mäkinen    | 4                |
| Richard Burns    | 3                |
| Carlos Sainz     | 3                |
| Didier Auriol    | 2                |
| Ian Duncan       | 1                |
| Juha Kankkunen   | 1                |

## Kampioenschap standen

#### Rijders
|   | Pos. | Rijder         | Pnt. |
| - | ---- | -------------- | ---- |
| = | 1    | Tommi Mäkinen  | 20   |
| 1 | 3    | Didier Auriol  | 13   |
| 8 | 3    | Colin McRae    | 10   |
| = | 4    | Carlos Sainz   | 10   |
| 2 | 5    | Juha Kankkunen | 7    |

#### Constructeurs
|   | Pos. | Constructeur                 | Pnt. |
| - | ---- | ---------------------------- | ---- |
| 1 | 1    | Toyota Castrol Team          | 23   |
| 1 | 2    | Marlboro Mitsubishi Ralliart | 20   |
| 2 | 3    | Ford Motor Co Ltd.           | 17   |
| 1 | 4    | Subaru World Rally Team      | 10   |
| 1 | 5    | Seat Sport                   | 7    |

- Noot: Enkel de top 5-posities worden in beide standen weergegeven.